# Bert Berns
Bertrand (Bert) Russell Berns (New York, 8 november 1929 – aldaar, 30 december 1967) was een Amerikaanse songwriter en platenproducent tijdens de jaren zestig. Hij is de auteur of coauteur enkele grote pop- en soulhits, waaronder "Here Comes the Night", "Piece of My Heart", "Hang On Sloopy" en "Twist and Shout". Als producer werkte hij samen met vele grote namen uit de pop- en soulmuziek, waaronder Neil Diamond, Van Morrison, Lulu, The Drifters, Solomon Burke, Erma Franklin en Ben E. King. Hij overleed op 38-jarige leeftijd aan een hartfalen. In het begin van zijn carrière schreef hij onder de naam Bert Russell. Hij heeft ook enkele opnamen gemaakt als Russell Byrd.

## Vroege carrière
Bert Berns studeerde klassieke piano aan de Juilliard School of Music in New York. Na zijn studie had hij verschillende baantjes in de muziekindustrie; zo was hij onder meer een tijdje pianist in nachtclubs in Havana. Terug in New York begon hij als songwriter bij Bobby Mellin in 1650 Broadway, tegenover het befaamde Brill Building. In het begin van de jaren 1960 schreef hij onder pseudoniem Bert Russell een resem hits, waarvan "A Little Bit of Soap" voor The Jarmels in 1961 de eerste was. In dat nummer zijn Latijns-Amerikaanse invloeden te horen die vele van zijn composities en producties kenmerken. Het werd gevolgd door "Tell Him" van The Exciters (1962, geproduceerd door Leiber & Stoller). Twist and shout (1962), samen met Phil Medley geschreven, werd eerst opgenomen door The Top Notes, in een productie van Phil Spector. Berns vond dat Spectors "Wall of sound" het nummer verminkte en produceerde het later zelf met The Isley Brothers, die er een hit mee hadden. In 1963 was het nummer de eerste hit voor de Engelse groep Brian Poole and The Tremeloes. De bekendste versie is die van The Beatles, die op hun debuutalbum Please Please Me staat.

## Atlantic Records
Deze successen brachten Bert Berns onder de aandacht van Jerry Wexler, chef-producent van Atlantic Records. Hij begon er te werken met Solomon Burke, waarmee hij in 1962 een hit scoorde met "Cry To Me". In 1963 volgde hij Leiber & Stoller op als producent van The Drifters ("I Don’t Want to Go on without You"/"Under the Boardwalk" uit 1964) en Ben E. King. In 1964, tijdens zijn periode bij Atlantic, reisde hij naar Engeland waar hij opnamen maakte voor Decca Records met Them (met Van Morrison) en Lulu; onder meer "Gloria", "Baby Please Don't Go" en "Here Comes the Night".

## Bang
In 1965 richtte Berns met de Atlantic-bonzen Ahmet Ertegün, Nesuhi Ertegün en Jerry Wexler een muziekuitgeverij op, Web IV Music. De naam "WEB" was afkomstig van de namen van de oprichters: Wexler-Ertegün-Berns en de IV verwees naar de vier partners. In 1965 kwam daar een platenlabel bij, Bang Records (ditmaal afgeleid van hun voornamen Bert-Ahmed-Nesuhi-Gerald). In mei 1965 verschenen de eerste platen op het nieuwe label: "I Want Candy" van The Strangeloves (Bang B-501) en "Shake and Jerk" van Billy Lamont (B-502).
Later zou Berns zijn partners in Web IV Music uitkopen. Hij bezorgde Van Morrison een contract bij Bang Records, en bracht daarop diens eerste solo-LP uit, Blowin' Your Mind, waaruit de single "Brown Eyed Girl" werd getrokken. Maar Van Morrison was niet opgezet met de commerciële, Latijns-Amerikaanse strekking van Berns' producties en hij zou na Berns' overlijden zijn contract bij Bang Records verbreken.
Bang Records bracht Neil Diamonds eerste hitsingles uit: "Cherry, Cherry", "Solitary Man" en "I Got The Feeling". Een grote hit was er ook met "Hang On Sloopy" van The McCoys. Het nummer heette oorspronkelijk "My Girl Sloopy" en werd geschreven door Berns en Wes Farrell. Naast de versie van The McCoys kwamen er in 1965 nog vijftien andere versies van dit nummer uit.

## Shout
Shout was een sublabel van Bang voor soul en rhythm-and-blues. Hierop verscheen o.a. Erma Franklins originele versie van "Piece of My Heart", later gecoverd door Big Brother and the Holding Company met zangeres Janis Joplin. "Are You Lonesome For Me" door Freddy Scott bereikte in het begin van 1967 de top van Billboard Magazines Rhythm and Blues singles chart.
Aan het eind van 1967 overleed Bert Berns onverwachts. Zijn vrouw Ilene nam daarop de leiding over van het platenlabel. Tegenwoordig zijn de plaatopnamen van Bang/Shout het eigendom van Sony Music. De muziekcatalogus van Web IV Music is evenwel nog steeds eigendom van de familie Berns.

## Discografie
Compilatie-cd's met nummers die geschreven en/of geproduceerd zijn door Bert Berns:
- The Bert Berns Story, Vol. 1 (2008) en Vol. 2 (2010) (Ace Records)
- The Heart and Soul of Bert Berns (Universal Distribution, 2002)